# Польское гигиеническое общество
Польское гигиеническое общество (пол. Polskie Towarzystwo Higieniczne) — польское научное общество, основанное в 1898 году, как Варшавское гигиеническое общество. Первым председателем Общества был польский хирург, профессор Варшавского университета Юлиан Косинский. Под современным названием Общество функционирует с 1932 года.
Согласно Уставу, целью Общества является формирование профессионального и общественного мнения в вопросах развития общественной гигиены, гигиены окружающей среды, санитарного просвещения, профилактической медицины и общественного здравоохранения, а также влияние на улучшение здоровья населения и состояния окружающей среды.
В состав Общества входят 22 региональных филиала и 3 научные секции, в том числе: Главная научная секция, Главная военная секция и Главная секция дезинфекции, дезинсекции, дератизации.
Издательство общества выпускает научные журналы «Problemy Higieny i Epidemiologii» и «HYGEIA public health».
Председателем Общества является доктор биологических наук Aneta Klimberg.
Актуальная информация о деятельности Общества публикуется на сайте www.pth.pl.